# Burg Mandach
Die Burg Mandach, auch Burg Weiler genannt, ist eine Ruine einer Höhenburg und steht bei Riedern am Wald, einem Ortsteil von Ühlingen-Birkendorf im Kreis Waldshut auf einem Felssporn über dem Mettmatal.

## Geschichte
Zur Erbauungsgeschichte ist nichts Bestimmtes bekannt. „Wahrscheinlich ist, daß die Herren von Ühlingen hier einst ihren Sitz gehabt haben. Später erscheinen die Herren von Mandach als Eigentümer der Burg. Dieses Geschlecht hatte seinen Stammsitz im Zürichgau bei Regensburg [Schreibfehler: Regensberg] und war im Alb- und Klettgau begütert. Im 15. Jahrhundert verschwindet der Name des Geschlechts in der Region.“
Um 1352 wird ein Heinrich von Erzingen genannt. Die Erzinger besaßen die Burg bis zu ihrem Aussterben um 1501. Dann wurde sie an Junker Lukas von Reischach verkauft. Dieser verkaufte sie an St. Blasien, das sie von Vögten verwalten ließ. Ein Christoph von Mandach war Obervogt des Markgrafen von Baden in Ettlingen, seine Witwe Euphrosine vererbte 1610 ihre Rechte an das Kloster Riedern am Wald. Vermutlich wurde die Burg anschließend verlassen. Euphrosines Sohn Christof Jakob von Mandach war Hofmeister beim Bischof in Worms.
Nach Hans Matt-Willmatt verkaufte „Euphrosyne 1610 das Schloß und den Weiler Mandach an das Kloster Kreuzlingen.“
Zur Namensgebung
Zum einen könnte die Burg Mandach nach der Familie benannt worden sein, andererseits nannten sich im Allgemeinen Adelsfamilien im Mittelalter nach ihrer Burg. Im Aargau befindet sich ein Ort mit Namen Mandach. Bei Bad Zurzach stand ehemals ein Schlösschen Mandach. Die von Mandach waren einst Ministeriale des Hochstift Konstanz, ihr Wappen ist noch im Ortswappen von Mandach erhalten.

## Lage

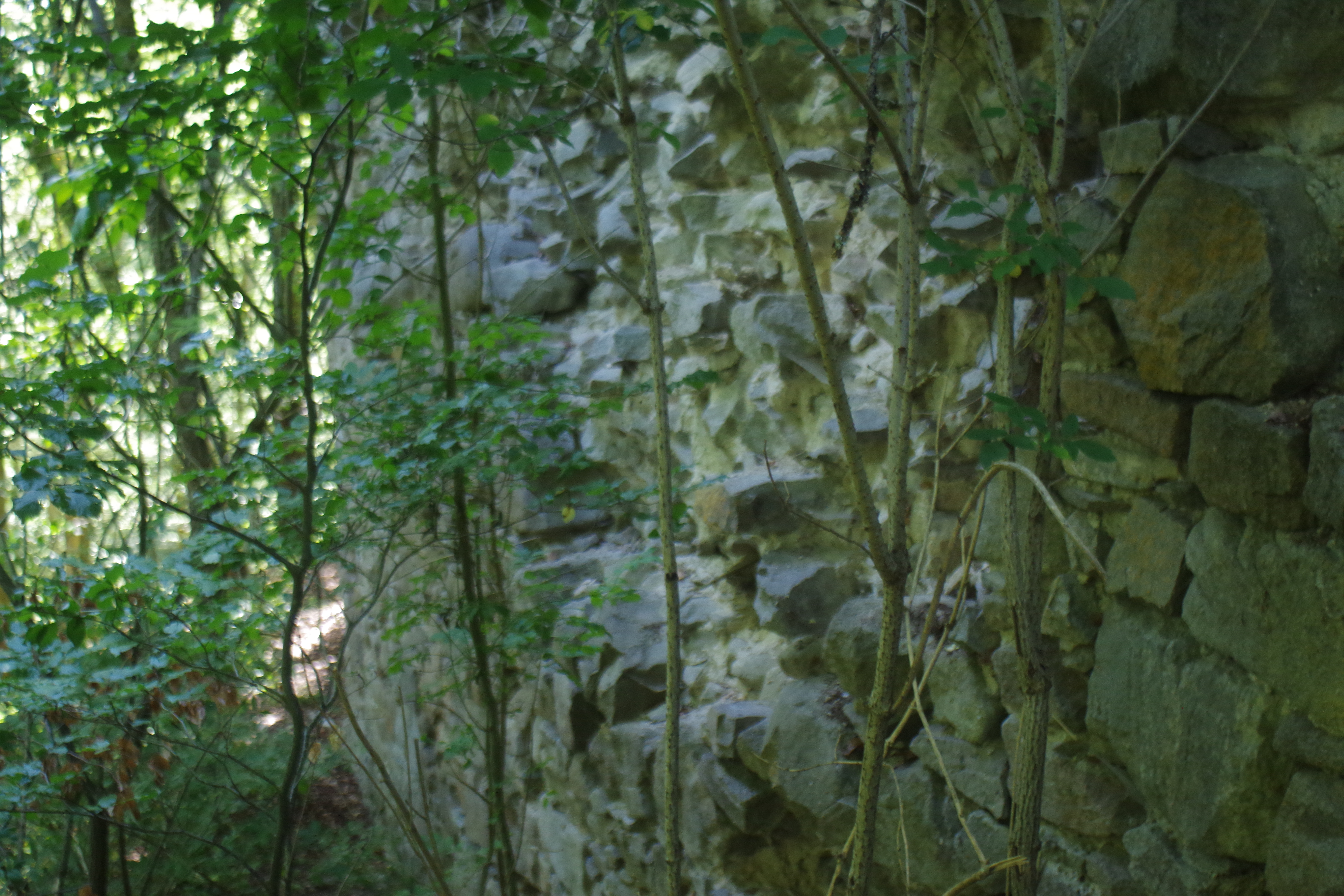
Ausgefallene Blendmauerung an der südlichen Umfassungsmauer

Die Spornburg, von der noch einige Reste sichtbar sind, ist knapp auf einem Felssporn auf Granit erbaut, so dass über die Jahrhunderte viele Mauerteile den Hang hinabgerutscht sind. Zu sehen sind noch die Grundmauer (Zisterne ?) eines runden Eckturmes und der Pfeilerrest der (Zug-?)Brücke. Die Ruine ist mit Bäumen zugewachsen. Die südliche Umfassungsmauer ist noch etwa zur Hälfte mit Blendmauerwerk erhalten, an der restlichen Mauer ist die Ausfütterung sichtbar.